# Pterolophia zonata
Pterolophia zonata är en skalbaggsart som först beskrevs av Bates 1873.  Pterolophia zonata ingår i släktet Pterolophia och familjen långhorningar. Inga underarter finns listade i Catalogue of Life.